# L'Émigrant
Pour les articles homonymes, voir L'Émigrant (homonymie).
Pour plus de détails, voir Fiche technique et Distribution.
L'Émigrant (The Immigrant) est une courte comédie romantique américaine de 1917. Le film met en scène le personnage de Charlot de Charlie Chaplin en tant qu'immigrant venant aux États-Unis, accusé de vol lors de son voyage à travers l'océan Atlantique, et qui tombe amoureux d'une belle jeune femme en chemin. Il met également en vedette Edna Purviance et Eric Campbell.
Le film a été écrit et réalisé par Chaplin.
La scène où le personnage de Chaplin donne un coup de pied à un agent d'immigration a été citée plus tard comme preuve de son anti-américanisme quand il a été forcé de quitter les États-Unis en 1952. En 1998, The Immigrant a été sélectionné par la Bibliothèque du Congrès comme étant une œuvre "culturellement, historiquement ou esthétiquement significative".

## Synopsis
Le film commence à bord d'un bateau à vapeur qui traverse l'océan Atlantique et présente les mésaventures d'un immigrant sans nom interprété par Chaplin, qui va jouer aux cartes, manger dans une cantine et éviter le mal de mer. En cours de route, il se lie d'amitié avec une jeune femme immigrante jouée par Purviance qui voyage en Amérique avec sa mère malade. Les deux sont volées par un pickpocket qui perd au jeu. Charlot, se sentant désolé pour les deux femmes sans le sou, tente de placer secrètement les gains de son jeu de cartes dans la poche de la femme, mais finit par être accusé à tort d'être un pickpocket. La femme parvient à innocenter le vagabond. À l'arrivée en Amérique, Charlot et la femme prennent des chemins différents.
Plus tard, affamé et fauché, Charlot trouve une pièce de monnaie dans la rue devant un restaurant et la met dans sa poche. Il ne se rend pas compte qu'il y a un trou dans sa poche et la pièce retombe directement sur le sol. Il entre dans le restaurant, où il commande une assiette de haricots. Là, il est réuni avec la femme et découvre que sa mère est morte. Charlot commande un repas pour elle.
Pendant qu'ils mangent, ils regardent le serveur principal du restaurant joué par Campbell et d'autres serveurs qui attaquent et éjectent de force un client ne pouvant payer sa note. Charlot, intimidé par le serveur, vérifie et réalise qu'il a perdu sa pièce. Terrifié de subir le même traitement que l'homme, il commence à planifier comment il va combattre l'homme énorme. Bientôt, il trouve la même pièce tombée de la poche du serveur principal sur le sol et fait de nombreuses tentatives ratées pour la récupérer sans préavis. Il récupère finalement la pièce et paie nonchalamment le serveur pour être foudroyé lorsque le serveur révèle que la pièce est fausse. Une fois de plus, Charlot se prépare au combat de sa vie. Un artiste repère alors Charlot et la femme et leur propose de poser pour une peinture. Les deux sont d'accord. L'artiste propose de payer pour le repas de Charlot et la femme, mais ce dernier refuse l'offre plusieurs fois pour des raisons d'étiquette, avec l'intention d'accepter finalement l'offre de l'artiste. Cependant, il est consterné lorsque l'artiste ne renouvelle pas son offre de payer au dernier moment. L'artiste paie pour son propre repas et laisse un pourboire au serveur. Charlot remarque que le pourboire est suffisant pour couvrir le repas du couple et, sans que l'artiste ne s'en aperçoive, il prend le pourboire et le présente au serveur comme son propre paiement pour son repas et celui de la femme. En guise de riposte finale, il laisse le serveur garder le reste - une petite pièce - après avoir payé sa note. Le serveur pense que l'artiste lui-même n'a donné aucun pourboire, et est clairement contrarié par cette action supposée.
Ensuite, devant un bureau de licence de mariage sous la pluie, Charlot propose le mariage à la femme, qui est timide et réticente jusqu'à ce que le vagabond l'emmène physiquement dans le bureau pendant qu'elle agite les bras et lui donne un coup de pied en signe de protestation.

## Fiche technique
- Titre : L'Émigrant ou Charlot émigrant
- Titre original : The Immigrant
- Réalisation : Charles Chaplin
- Scénario : Charles Chaplin, Vincent P. Bryan (en) et Maverick Terrell
- Production : Charles Chaplin
- Musique : Charles Chaplin, nouvelle partition de Michael Mortilla
- Photographie : William C. Foster et Roland Totheroh
- Montage : Charles Chaplin
- Pays d'origine :  États-Unis
- Format : Noir et blanc - muet
- Genre : Comédie
- Durée : 20 minutes environ, jusqu'à 30 minutes selon les versions.
- Date de sortie : 17 juin 1917 (États-Unis)

## Distribution
- Charlie Chaplin : L'immigrant Charlot
- Edna Purviance : L'immigrante
- Eric Campbell : Le serveur
- Albert Austin : Un convive
- Henry Bergman : L'artiste

Et parmi la distribution non créditée :
- Kitty Bradbury : La mère de l'émigrante
- Frank J. Coleman : L'officier / le chef de la brasserie
- John Rand : Le dineur ivre et fauché
- Tiny Sandford : Le joueur sur le bateau

## Autour du film
- L'Hymne américain est audible dans le film à partir de la 10e minute.
- En 2015, Baudime Jam a composé une partition originale pour l'accompagnement en direct de ce court métrage. Elle a été créée par le Quatuor Prima Vista.

### Référence dans d'autres œuvres
- Le court-métrage est projeté dans les films Au revoir les enfants, Les Moissons du ciel et le biopic Chaplin.